# МастерШеф (Україна)
МайстерШеф — кулінарне реаліті-шоу, що з'явилося в серпні 2011 року на телеканалі «СТБ», українська адаптація шоу MasterChef. У рамках проєкту 20 осіб змагаються у своїх кулінарних здібностях. Переможець отримує грошовий приз і право вчитися в престижній французькій кулінарній школі Le Cordon Bleu.

## Формат
За час кастингу відбирається 100 осіб. У перших двох випусках судді вибирають учасників, які входять до 20 найкращих. Далі протягом чотирьох місяців кухарі беруть участь у конкурсах. Після кожного конкурсу судді виділяють найгіршого та дають йому чорного фартуха. У кінці програми відбувається битва чорних фартухів з різними завданнями: ті, хто впораються, повертають собі білий фартух, а хто ні — залишають проєкт назавжди. І так, поки не визначаться найкращі учасники, які отримують кітелі. На цьому етапі після кожного конкурсу найгірші учасники одразу залишають проєкт. Так визначаться суперфіналісти, які сходяться у фінальній битві. Той, хто перемагає, отримує шанс навчатися у французькій школі Le Cordon Bleu та кубок МайстерШеф.

## Журі
| Журі                   | Сезон          | Сезон          | Сезон          | Сезон          | Сезон          | Сезон               | Сезон          | Сезон               | Сезон          | Сезон                   | Сезон          | Сезон                | Сезон          | Сезон                | Сезон          | Сезон                | Сезон          | Сезон          | Сезон                | Сезон                | Сезон          | Сезон          | Сезон          | Сезон          |
| Журі                   | 1 (2011)       | 2 (2012)       | 3 (2013)       | 4 (2014)       | 5 (2015)       | Діти 1 сезон (2016) | 6 (2016)       | Діти 2 сезон (2017) | 7 (2017)       | Підлітки 1 сезон (2018) | 8 (2018)       | Профі 1 сезон (2019) | 9 (2019)       | Профі 2 сезон (2020) | 10 (2020)      | Профі 3 сезон (2021) | Зірки (2021)   | 11 (2021)      | Битва сезонів (2022) | Профі 4 сезон (2023) | 12 (2023)      | 13 (2024)      | 14 (2024)      | 15 (2025)      |
| ---------------------- | -------------- | -------------- | -------------- | -------------- | -------------- | ------------------- | -------------- | ------------------- | -------------- | ----------------------- | -------------- | -------------------- | -------------- | -------------------- | -------------- | -------------------- | -------------- | -------------- | -------------------- | -------------------- | -------------- | -------------- | -------------- | -------------- |
| Ектор Хіменес-Браво    | Головний суддя | Головний суддя | Головний суддя | Головний суддя | Головний суддя | Головний суддя      | Головний суддя | Головний суддя      | Головний суддя | Головний суддя          | Головний суддя | Головний суддя       | Головний суддя | Головний суддя       | Головний суддя | Головний суддя       | Головний суддя | Головний суддя | Головний суддя       | Головний суддя       | Головний суддя | Головний суддя | Головний суддя | Головний суддя |
| Микола Тищенко         | Суддя          | Суддя          | Суддя          | Суддя          | Суддя          | Суддя               |                |                     |                |                         |                |                      |                |                      |                |                      |                |                |                      |                      |                |                |                |                |
| Анфіса Чехова          | Суддя          |                |                |                |                |                     |                |                     |                |                         |                |                      |                |                      |                |                      |                |                |                      |                      |                |                |                |                |
| Жанна Бадоєва          |                | Суддя          |                |                |                |                     |                |                     |                |                         |                |                      |                |                      |                |                      |                |                |                      |                      |                |                |                |                |
| Тетяна Литвинова       |                |                | Суддя          | Суддя          | Суддя          | Суддя               | Суддя          | Суддя               | Суддя          | Суддя                   | Суддя          |                      |                |                      |                |                      |                |                |                      |                      |                |                |                |                |
| Сергій Калінін         |                |                |                |                |                |                     | Суддя          |                     |                |                         |                |                      |                |                      |                |                      |                |                |                      |                      |                |                |                |                |
| Дмитро Горовенко       |                |                |                |                |                |                     |                | Суддя               | Суддя          | Суддя                   | Суддя          |                      |                |                      |                |                      |                |                |                      |                      |                |                |                |                |
| Єлизавета Глінська     |                |                |                |                |                |                     |                |                     |                |                         |                | Суддя                | Суддя          |                      |                |                      |                |                |                      |                      |                |                |                |                |
| Володимир Ярославський |                |                |                |                |                |                     |                |                     |                |                         |                | Суддя                | Суддя          | Суддя                | Суддя          | Суддя                |                | Суддя          | Суддя                | Суддя                | Суддя          | Суддя          | Суддя          | Суддя          |
| Ольга Мартиновська     |                |                |                |                |                |                     |                |                     |                |                         |                |                      |                | Суддя                | Суддя          | Суддя                |                | Суддя          | Суддя                | Суддя                | Суддя          | Суддя          | Суддя          | Суддя          |
| Дмитро Танкович        |                |                |                |                |                |                     |                |                     |                |                         |                |                      |                |                      |                |                      | Суддя          |                |                      |                      |                |                |                |                |

## МайстерШеф
| Сезон | Період трансляції                    | Переможець         | Фіналіст(и)                            | Учасники | Судді                  | Судді               | Судді              | Кількість учасників |
| Сезон | Період трансляції                    | Переможець         | Фіналіст(и)                            | Учасники | 1                      | 2                   | 3                  | Кількість учасників |
| ----- | ------------------------------------ | ------------------ | -------------------------------------- | --- | ---------------------- | ------------------- | ------------------ | ------------------- |
| 1     | 31 серпня — 28 грудня 2011 року      | Світлана Шептуха   | Ганна Тарасенко                        | Володимир Татаренко, Ігор Місевич, Богдан Шевлюга, Ельміра Мардьян, Тетяна Слюсарчук, Дар'я Мельник, Людмила Онищенко, Іван Каменчук, Амір Етмінані, Людмила Лагутіна, Родіон Кіфарец, Тетяна Стребкова, Павло Сипатін, Юлія Панкова, Сергій Золін, Олександр Працков, Антон Горб, Юлія Коробка.                            | Ектор Хіменес-Браво    | Анфіса Чехова       | Микола Тищенко     | 20                  |
| 2     | 29 серпня — 26 грудня 2012 року      | Єлизавета Глінська | Михайло Сосновских, Тетяна Немеровец   | Олександр Білодід, Іванна Мироненко, Ганна Заворотько, Віталія Іващенко, Геннадій Цяук, Оксана Назарчук, Алла Ковальчук, Владислав Малахов, Віталій Барилко, Іван Трушкин, Денис Цигуй, Тетяна Марченко, Ігор Папаяні, Антон Алісов, Світлана Курінна, Володимир Олійник, Ольга Ількухіна.                                  | Ектор Хіменес-Браво    | Жанна Бадоєва       | Микола Тищенко     | 20                  |
| 3     | 28 серпня — 25 грудня 2013 року      | Ольга Мартиновська | Олег Кошовий                           | Ірина Бактиая, Сергій Чібарь, Данило Панов, Наталія Ковальчук, Марина Шевченко, Андрій Колесник, Анатолій Цуперяк, Василь Сергієнко, Аліна Замковенко, Олена Нужная, Ганна Жигалюк, Олександра Колпакова, Оксана Шаповалова, Артем Левицький, Дмитро Гармаш, Володимир Паламарчук, Артур Авакян, Валентина Узяло.           | Ектор Хіменес-Браво    | Тетяна Литвинова    | Микола Тищенко     | 20                  |
| 4     | 27 серпня — по 24 грудня 2014 року   | Євген Злобін       | Самвел Адамян, Оксана Мансирова        | Микита Моісеєв, Віктор Перехрест, Ярослав Бреус, Діана Бабошина, Дмитро Павлюков, Вікторія Кушнір, Євген Поливода, Ангеліна Заварніцкая, Тетяна Катеринівська, Ганна Мажник, Віта Ладенкова, Олексій Кислов, Іван Третяк, Мілан Котєв, Марина Цуркан, Оксана Цуркан, Вікторія Козіс.                                        | Ектор Хіменес-Браво    | Тетяна Литвинова    | Микола Тищенко     | 20                  |
| 5     | 26 серпня - 23 грудня 2015 року      | Євген Клопотенко   | Катерина Велика, Наталія Левінзон      | Марина Яковенко, Юлія Шолудько, Олена Панкевич, Юлія Прокопенко, Євген Гергец, Ельдар Волонтерів, Вікторія Резник, Ганна Дороніна, Денис Елінчак, Ірина Драбик, Ігор Лисак, Карина Ільченко, Катя Куліченко, Роман Полікарпов, Андрій Дмитренко, Нато Ковданя, Артур Хаустов.                                               | Ектор Хіменес-Браво    | Тетяна Литвинова    | Микола Тищенко     | 20                  |
| 6     | 30 серпня — 21 грудня 2016 року      | Асмік Гаспарян     | Катерина Пєскова                       | Олег Ковальчук, Олена Іващук, Наталя Петрик, Руслан Громов, Вікторія Король, Світлана Білейчук, Олександр Швець, Юрій Кармазін, Тетяна Свистунова, Микола Молоков, Ольга Стеблєцова, Тетяна Карсаєва, Микола Ротар, Ігор Ковтун, Андрій Павленко, Ганна Максимова, Олександр Гетьманюк, Катерина Семергеєва.                | Сергій Калінін         | Ектор Хіменес-Браво | Тетяна Литвинова   | 20                  |
| 7     | 29 серпня — 27 грудня 2017 року      | Вадим Бжезинський  | Володимир Троцький, Михайло Грушецький | Єлизавета Сподобець, Євген Білий, Каріна Аванесова, Наталія Чуприк, Максим Лизо, Олексій Мазніцін, Юлія Морозенко, Соломія Кульба, Валентина Денежко, Томаш Німет, Юлія Судакова, Вероніка Шлендик, Дмитро Шундик, Михайло Дем'ян, Олена Троянська, Олександра Молдован, Марія Рибакіна.                                    | Дмитро Горовенко       | Ектор Хіменес-Браво | Тетяна Литвинова   | 20                  |
| 8     | 28 серпня — 26 грудня 2018 року      | Іван Міланович     | Анжела Липська                         | Серж Файний, Влад Міцкевич, Еліна Павленко, Юлія Бурцева, Лев Маркевич, Дарина Цокало, Олексій Бжицький, Максим Пустовіт, Любов Бляшка, Євген Кірсанов, Анастасія Вовк, Владислав Кірякулов, Дарина Рубан, Денис Войтенко, Віра Волга, Ігор Копус, Дмитро Кравчук, Михайло Галайчук.                                        | Дмитро Горовенко       | Ектор Хіменес-Браво | Тетяна Литвинова   | 20                  |
| 9     | 30 серпня — 27 грудня 2019 року      | Сергій Денисов     | Руслан Лучков, Лілія Сорокіна          | Руслан Шилін, Куеу Тхук Ань, Петро Косовський, Олександра Єфіменко, Юлія Акименко, Артем Янковий, Андрій Боденко, Анастасія Погосова, Елеонора Зубенко, Марія Кобзева, Юлія Клименко, Назар Віткович, Володимир Лялін, Марія Грицай, Наталя Троян, Олена Хміль, Дмитро Ламза.                                               | Володимир Ярославський | Ектор Хіменес-Браво | Єлизавета Глінська | 20                  |
| 10    | 29 серпня — 27 грудня 2020 року      | Яна Балог          | Юлія Венедіктова                       | Ірина Маленко, Дмитро Баліта, Мірра Борисова, Ірина Раковчен, Марія Кривенко, Марина Кобчук, Аліна Матвійчук, Марина Шмалько, Олександр Горчаков, Богдан Сиротенко, Катерина Дем'янова, Роман Петрушенко, Іван Козир, Олексій Жидких, Едуард Мішура, Алекса Антонова, Яна Корж, Олексій Савчук.                             | Володимир Ярославський | Ектор Хіменес-Браво | Ольга Мартиновська | 20                  |
| 11    | 28 серпня — 24 грудня 2021 року      | Богдан Шинкарьов   | Владислав Кулєшов, Світлана Ткаченко   | Євген Лобанов, Яна Лєскова, Олександр Кривець, Серафим Дерега, Марина Файницька, Максим Самчук, Михайло Дмитрієв, Дарина Євтух, Аліса Пяткова, Дмитро Діхтяр, Віталіна Мкртчян, Андрій Кадай, Тетяна Ільїна, Діана Куваєва, Амадор Лопес, Олена Дяченко, Тамара Мельникова, Юрiй Чученко.                                   | Володимир Ярославський | Ектор Хіменес-Браво | Ольга Мартиновська | 21                  |
| 12    | 26 серпня — 30 грудня 2023 року      | Валерія Матрохіна  | Ольга Рябенко                          | Вікторія Науменко, Роман Нестерчук, Катерина Радченко, Ілля Харламов, Руслан Батильчук, Микола Петровський, Ірина Давиденко, Олександр Козярчук, Оксана Шевченко, Юлія Марковецька, Мирослава Пекарюк, Марина Швець, Іван Пєший, Дмитро Давиденко, Артем Перескоков, Петро Федюшко, Ганна Скачко, Тетяна Штайнбрунн.        | Володимир Ярославський | Ектор Хіменес-Браво | Ольга Мартиновська | 20                  |
| 13    | 10 лютого — 8 червня 2024 року       | Аліна Бурик        | Альона Московченко                     | Ірина Пруднікова, Владислав Кецмур, Ольга Кролик, Любов Канівець, Катерина Мазуренко, Артем Горбенко, Дмитро Чикало, Богдан Лупійчук, Олександр Вакка, Віталій Наливайко, Галина Мартинюк, Маргаріта Крутько, Геворг Берчян, Андрій Малий, Олеся Ларіон, Антон Толмачов, Тарас Кузьмин, Олександра Чувакіна.                | Володимир Ярославський | Ектор Хіменес-Браво | Ольга Мартиновська | 20                  |
| 14    | 24 серпня 2024 — 28 грудня 2024 року | Наталя Нікішина    | Анастасія Завадська                    | Аннет Вовк, Крістіна Брзак, Наталя Корольова, Дмитро Горбачов, Ірина Хандажевська, Владислав Степанов, Іван Плєшко, Владислав Захаров, Ната Кришко, Єлизавета Українець, Юлія Коляда, Наталі Лютюк, Анастасія Шаповалова, Олександр Глазов, Данило Щербаков, Богдан Стрижак, Марія Петришин, Ганна Буховська, Антон Бондар. | Володимир Ярославський | Ектор Хіменес-Браво | Ольга Мартиновська | 21                  |
| 15    | 1 березня — 28 червня 2025 року      | Ненсі Топко        | Денис Савенко, Катерина Павлинська     | Катерина Козакевич, Вікторія Луцкова,Олеся Бабій-Полєжаєва, Богдан Грабовський, Денис Шебеко, Олександр Лозко, Анастасiя Байда, Ганна Демченко, Валерій Гармаш, Оксана Пустовойт, Анастасія Жуга, Аліна Барвенко, Ася Цалікова, Діана Костюк, Сергій Макитренко, Ганна Шалай, Євген Комаров, Дамір Бікулов.                 | Володимир Ярославський | Ектор Хіменес-Браво | Ольга Мартиновська | 21                  |

### 1 сезон (2011 рік)
| Учасник             | Рідне місто   | Вік | Місце роботи                  | Місце |
| ------------------- | ------------- | --- | ----------------------------- | ----- |
| Свiтлана Шептуха    | Донецьк       | 25  | бухгалтерка                   | 1     |
| Ганна Тарасенко     | Харків        | 27  | менеджерка-економістка        | 2     |
| Володимир Татаренко | Львів         | 28  | менеджер-економіст            | 3-4   |
| Ігор Місевич        | Кіцмань       | 38  | бармен                        | 3-4   |
| Богдан Шевлюга      | Дніпро        | 24  | безробітний                   | 5     |
| Ельміра Мардьян     | Львів         | 53  | домогосподарка                | 6     |
| Тетяна Слюсарчук    | Заліщики      | 40  | домогосподарка                | 7     |
| Дарина Мельник      | Київ          | 21  | журналістка                   | 8     |
| Людмила Онищенко    | Сміла         | 42  | викладачка музики             | 9     |
| Іван Каменчук       | Житомир       | 24  | -                             | 10    |
| Амір Етмінані       | Ирбан         | 26  | -                             | 11    |
| Людмила Лагутіна    | Бориспіль     | 25  | безробітня                    | 12    |
| Родіон Кіфарец      | Донецьк       | 37  | приватний підприємець         | 13    |
| Тетяна Стребкова    | Київ          | 28  | директорка власних магазинів  | 14    |
| Павло Сипатін       | Запоріжжя     | 22  | інженер                       | 15    |
| Юлія Панкова        | Київ          | 21  | журналістка                   | 16    |
| Сергiй Золiн        | Запоріжжя     | 54  | -                             | 17    |
| Олександр Працков   | Кропивницький | 28  | гендиректор модельної агенції | 18    |
| Антон Горб          | Дніпро        | 20  | фастфуд                       | 19    |
| Юлiя Коробка        | Київ          | 31  | викладачка танцiв             | 20    |

### 2 сезон (2012 рік)
| Учасник             | Рідне місто  | Вік | Місце роботи                | Місце |
| ------------------- | ------------ | --- | --------------------------- | ----- |
| Єлизавета Глінська  | Київ         | 29  | візажистка                  | 1     |
| Михайло Сосновських | Чорноморське | 28  | моряк                       | 2     |
| Тетяна Немеровец    | Гоголів      | 25  | -                           | 3     |
| Олександр Білодід   | Харків       | 28  | бухгалтер                   | 4     |
| Іванна Мироненко    | Запоріжжя    | 23  | домогосподарка              | 5     |
| Ганна Заворотько    | Сімферополь  | 34  | домогосподарка              | 6     |
| Віталія Іващенко    | Київ         | 24  | продавчиня кави             | 7     |
| Геннадій Цяук       | Київ         | 43  | водій туристичного автобуса | 8     |
| Оксана Назарчук     | Прилуцьке    | 25  | офіціантка                  | 9     |
| Алла Ковальчук      | Кременчук    | 48  | не працює                   | 10    |
| Владислав Малахов   | Дніпро       | 38  | автоелектрик                | 11    |
| Віталій Барилко     | Тернопіль    | 23  | менеджер                    | 12    |
| Іван Трушкин        | Харків       | 32  | юрист, економіст            | 13    |
| Денис Цигуй         | Окни         | 22  | бджоляр                     | 14    |
| Тетяна Марченко     | Трипілля     | 20  | домогосподарка              | 15    |
| Ігор Папаяні        | Київ         | 44  | інженер                     | 16    |
| Антон Алісов        | Київ         | 27  | приватний підприжмець       | 17    |
| Світлана Курінна    | Київ         | 59  | пенсіонерка                 | 18    |
| Володимир Олійник   | Вільшани     | 29  | комп'ютерний оператор       | 19    |
| Ольга Ількухіна     | Суми         | 28  | медсестра-реабілітологиня   | 20    |

### 3 сезон (2013 рік)
| Учасник              | Рідне місто     | Вік | Місце роботи                   | Місце |
| -------------------- | --------------- | --- | ------------------------------ | ----- |
| Ольга Мартиновська   | Миколаїв        | 23  | флористка                      | 1     |
| Олег Кошовий         | Біла Церква     | 23  | електрик                       | 2     |
| Ірина Бактиая        | Київ            | 26  | менеджерка                     | 3-4   |
| Сергій Чібар †       | Костянтинівка   | 30  | безробітний                    | 3-4   |
| Данило Панов         | Київ            | 28  | -                              | 5     |
| Наталія Ковальчук    | Одеса           | 57  | продавчиня                     | 6     |
| Марина Шевченко      | Кривий Ріг      | 31  | перукарка                      | 7     |
| Андрій Колесник      | Харків          | 22  | кухар                          | 8     |
| Анатолій Цуперяк     | Нересниця       | 23  | юрист                          | 9     |
| Василь Сергієнко     | Миколаїв        | 45  | -                              | 10    |
| Аліна Замковенко     | Бровари         | 23  | домогосподарка                 | 11    |
| Олена Нужна          | Одеська область | 23  | бухгалтерка                    | 12    |
| Ганна Жигалюк        | Умань           | 30  | домогосподарка                 | 13    |
| Олександра Колпакова | Київ            | 25  | -                              | 14    |
| Артем Лівіцький      | Запоріжжя       | 31  | начальник пасажирського поїзда | 15    |
| Дмитро Гармаш        | Харків          | 24  | провідник потяга               | 16    |
| Володимир Паламарчук | Севастополь     | 18  | студент                        | 17    |
| Оксана Шаповалова    | Київ            | 43  | рієлторка                      | 18    |
| Артур Авакян         | Україна-Грузія  | 26  | перукар                        | 19    |
| Валентина Узяло      | Київ            | 50  | пенсіонерка                    | 20    |

### 4 сезон (2014 рік)
| Учасник               | Рідне місто   | Вік | Місце роботи             | Місце |
| --------------------- | ------------- | --- | ------------------------ | ----- |
| Євген Злобін          | Маріуполь     | 30  | комплектувальник меблів  | 1     |
| Оксана Мансирова      | Диканька      | 20  | продавчиня-консультантка | 2     |
| Самвел Адамян         | Мелітополь    | 32  | соліст                   | 3     |
| Нікіта Моісеєв        | Одеса         | 24  | офіціант                 | 4     |
| Віктор Перехрест      | Київ          | 18  | взуттьовик               | 5     |
| Ярослав Бреус         | Феськівка     | 20  | помічник кухаря          | 6     |
| Діана Бабошина        | -             | 21  | офіціантка               | 7     |
| Дмитро Павлюков       | Димитров      | 34  | ведучий заходів          | 8     |
| Вікторія Кушнір       | Севастополь   | 29  | безробітня               | 9     |
| Євген Поливода        | Димитров      | 19  | безробітний              | 10    |
| Ангеліна Зарваницька  | -             | 21  | студентка                | 11    |
| Тетяна Катерновська † | Димер         | 62  | медсестра                | 12    |
| Ганна Мажник          | Київ          | 21  | касирка                  | 13    |
| Віта Ладенкова        | Маріуполь     | 35  | домогосподарка           | 14    |
| Олексій Кислов        | Київ          | 39  | ПАО «АМК»                | 15    |
| Іван Третяк           | Львів         | 23  | студент                  | 16    |
| Мілан Котєв           | -             | 22  | машиніст сцени в театрі  | 17    |
| Марина Цуркан         | Київ          | 28  | юристка                  | 18    |
| Оксана Цуркан         | Київ          | 28  | -                        | 19    |
| Вікторія Козіс        | Кропивницький | 45  | домогосподарка           | 20    |

### 5 сезон (2015 рік)
| Учасник           | Рідне місто | Вік | Місце роботи      | Місце |
| ----------------- | ----------- | --- | ----------------- | ----- |
| Євген Клопотенко  | Київ        | 28  | економіст         | 1     |
| Катерина Велика   | Київ        | 34  | власниця турфірми | 2     |
| Наталія Левінзон  | Одеса       | 37  | домогосподарка    | 3     |
| Марина Яковенко   | Київ        | 29  | голова кол-центру | 4     |
| Юлія Шолудько     | Київ        | 25  | модель            | 5     |
| Олена Панкевич    | Ізюм        | 37  | бізнесвумен       | 6     |
| Євген Гергец      | Запоріжжя   | 23  | моряк             | 7-8   |
| Юлія Прокопенко   | Бахмут      | 28  | медсестра         | 7-8   |
| Ельдар Волонтеров | Мелітополь  | 18  | будівельник       | 9     |
| Денис Елінчак     | Одеса       | 19  | студент           | 10-11 |
| Вікторія Резник   | Ізюм        | 29  | вчителька         | 10-11 |
| Ганна Дороніна    | Київ        | 30  | психологиня       | 12    |
| Ірина Драбик      | Тернопіль   | 24  | рієлторка         | 13    |
| Ігор Лисак        | Вінниця     | 22  | безробітний       | 14    |
| Карина Ільченко   | Харків      | 25  | перукарка         | 15    |
| Катя Куліченко    | Миколаїв    | 18  | студентка         | 16    |
| Роман Полікарпов  | Київ        | 32  | музикант          | 17    |
| Андрій Дмитренко  | Київ        | 28  | безробітний       | 18    |
| Нато Ковданя      | Київ        | 51  | бригадирка        | 19    |
| Артур Хаустов     | Одеса       | 45  | бізнесмен         | 20    |

### 6 сезон (2016 рік)
| Учасник             | Рідне місто   | Вік | Місце роботи          | Місце |
| ------------------- | ------------- | --- | --------------------- | ----- |
| Асмік Гаспарян      | Київ          | 32  | майстриня манікюру    | 1     |
| Катерина Пєскова    | Одеса         | 25  | бізнесвумен           | 2     |
| Олег Ковальчук      | Коростишів    | 34  | кам'яний художник     | 3-4   |
| Олена Іващук        | Рівне         | 29  | бухгалтерка           | 3-4   |
| Наталя Петрик       | Львів         | 21  | студентка             | 5     |
| Руслан Громов       | Чернівці      | 27  | дипломат              | 6     |
| Вікторія Король     | Київ          | 39  | менеджерка з продажу  | 7     |
| Світлана Білейчук   | Троїця        | 40  | домогосподарка        | 8     |
| Олександр Швець     | Роздільна     | 21  | гонщик                | 9     |
| Юрій Кармазін       | Вітебськ      | 25  | солдат                | 10    |
| Тетяна Свистунова   | Львів         | 55  | директорка            | 11    |
| Микола Молоков †    | Київ          | 64  | військовий інструктор | 12    |
| Ольга Стеблєцова    | Одеса         | 38  | вчителька             | 13    |
| Тетяна Карсаєва     | Дніпро        | 22  | студентка             | 14    |
| Микола Ротар        | Генічеськ     | 24  | пастух                | 15    |
| Ігор Ковтун         | Одеса         | 25  | моряк                 | 16    |
| Андрій Павленко     | Київ          | 28  | стратег               | 17    |
| Ганна Максимова     | Київ          | 26  | фінансистка           | 18-19 |
| Олександр Гетьманюк | Нові Петрівці | 32  | водій таксі           | 18-19 |
| Катерина Семергеєва | Бердянськ     | 29  | менеджерка SMM        | 20    |

### 7 сезон (2017 рiк)
| Учасник             | Рідне місто    | Вік | Місце роботи       | Місце |
| ------------------- | -------------- | --- | ------------------ | ----- |
| Вадим Бжезинський   | Кам'янське     | 29  | забудовник фасадів | 1     |
| Михайло Грушецький  | Харків         | 26  | пожежник           | 2     |
| Володимир Троцький  | Київ           | 27  | офіціант           | 3     |
| Єлизавета Сподобець | Київ           | 20  | студентка          | 4     |
| Євген Білий         | Київ           | 21  | шеф-кухар          | 5     |
| Карина Аванесова    | Нетішин        | 46  | адвокатка          | 6     |
| Наталя Чуприк       | Буринь         | 35  | домогосподарка     | 7     |
| Максим Лизо         | Червень        | 25  | адвокат            | 8-9   |
| Олексій Мазніцін    | Харків         | 30  | бізнесмен          | 8-9   |
| Юлія Морозенко      | Кам'янське     | 33  | власниця кафе      | 10    |
| Соломія Кульба      | Львів          | 25  | модель             | 11    |
| Валентина Денежко   | Одеса          | 64  | кондитерка         | 12    |
| Томаш Німет         | Одеса          | 30  | адвокат            | 13    |
| Юлія Судакова       | Київ           | 31  | тренерка           | 14    |
| Вероніка Шлендик    | Горішні Плавні | 23  | малярка-штукатурка | 15    |
| Дмитро Шундик       | Ірпінь         | 35  | у декреті          | 16    |
| Михайло Дем'ян      | Солотвино      | 20  | продавець          | 17-19 |
| Олена Троянська     | Дніпро         | 32  | косметологиня      | 17-19 |
| Олександра Молдован | Чернівці       | 25  | маркетологиня      | 17-19 |
| Марія Рибакіна      | Миколаїв       | 33  | домогосподарка     | 20    |

### 8 сезон (2018 рік)
| Учасник             | Рідне місто      | Вік | Місце роботи                         | Місце |
| ------------------- | ---------------- | --- | ------------------------------------ | ----- |
| Іван Міланович      | Мінськ           | 25  | фрилансер                            | 1     |
| Анжела Липська      | Одеса            | 51  | технічка-механічка з ремонту вагонів | 2     |
| Серж Файний         | Київ             | 20  | режисер естради та масових свят      | 3     |
| Владислав Міцкевич  | Київ             | 23  | керівник відділу продажів            | 4     |
| Еліна Павленко      | Миколаїв         | 19  | модель                               | 5     |
| Юлія Бурцева        | Миколаїв         | 40  | -                                    | 6     |
| Лев Маркевич        | Київ             | 31  | маркетолог                           | 7     |
| Дарина Цокало       | Львів            | 20  | безробітня                           | 8     |
| Олексій Бжицький    | Харків           | 32  | автослюсар                           | 9     |
| Максим Пустовіт     | Олешки           | 20  | масажист                             | 10    |
| Любов Бляшка        | Ужгород          | 36  | кухарка                              | 11    |
| Євген Кірсанов      | Київ             | 31  | психолог                             | 12    |
| Анастасія Вовк      | Київ             | 21  | кондитерка                           | 13    |
| Владислав Кірякулов | Київ             | 35  | масажист                             | 14    |
| Дарина Рубан        | Змітнів          | 20  | директорка будинку культури          | 15    |
| Денис Войтенко      | Сколобів         | 29  | журналіст                            | 16    |
| Віра Волга          | Харків           | 70  | кухарка                              | 17    |
| Ігор Копус          | Козятин          | 27  | перукар                              | 18    |
| Дмитро Кравчук      | Луцьк            | 21  | офіціант                             | 19    |
| Михайло Галайчук    | Івано-Франківськ | 33  | -                                    | 20    |

### 9 сезон (2019 рік)
| Учасник             | Рідне місто           | Вік | Місце роботи                 | Місце |
| ------------------- | --------------------- | --- | ---------------------------- | ----- |
| Сергій Денисов      | Донецьк               | 26  | приватний підприємець        | 1     |
| Руслан Лучков       | Херсон                | 31  | актор травесті-шоу           | 2     |
| Лілія Сорокіна      | Кам'янець-Подільський | 28  | перукарка                    | 3     |
| Руслан Шилін        | Львів                 | 20  | провізор                     | 4-6   |
| Кіеу Тхук Ань       | Харків                | 23  | фуд-фотографка               | 4-6   |
| Петро Косовський    | Одеса                 | 21  | поліцейський                 | 4-6   |
| Олександра Єфименко | Мелітополь            | 23  | домогосподарка               | 7     |
| Юлія Акименко       | Ялта                  | 25  | блогерка                     | 8     |
| Артем Янковий       | Ольборг               | 32  | працівник приватної компанії | 9     |
| Андрій Боденко      | Харків                | 27  | юрист                        | 10    |
| Анастасія Погосова  | Миколаїв              | 41  | артистка                     | 11    |
| Елеонора Зубенко    | Пологи                | 24  | домогосподарка               | 12    |
| Марія Кобзева       | Канів                 | 27  | стюардеса                    | 13    |
| Юлія Клименко       | Київ                  | 23  | інструкторка з йоги          | 14    |
| Назар Віткович      | Львів                 | 22  | перекладач                   | 15    |
| Володимир Лялін     | Змітнів               | 23  | офіціант                     | 16    |
| Марія Грицай        | Київ                  | 19  | фешн-експертка               | 17-18 |
| Наталя Троян        | Тернопіль             | 43  | кухарка                      | 17-18 |
| Олена Хміль         | Миколаїв              | 26  | -                            | 19    |
| Дмитро Ламза        | Київ                  | 37  | директор школи               | 20    |

### 10 сезон (2020 рік)
| Учасник            | Рідне місто           | Вік | Місце роботи               | Місце |
| ------------------ | --------------------- | --- | -------------------------- | ----- |
| Яна Балог          | Мукачево              | 22  | студентка                  | 1     |
| Юлія Венедіктова   | Харків                | 30  | власниця салону краси      | 2     |
| Ірина Маленко      | Олександрія           | 34  | пекарка                    | 3     |
| Дмитро Баліта      | Львів                 | 24  | організатор весіль         | 4     |
| Мірра Борисова1    | Київ                  | 35  | приватна підприємниця      | 5*    |
| Ірина Раковчен     | Київ                  | 23  | власниця кондитерської     | 6     |
| Марія Кривенко     | Одеса                 | 24  | блогерка                   | 7     |
| Марина Кобчук      | Ірпінь                | 21  | хокеїстка                  | 8     |
| Аліна Матвійчук    | Кам'янець-Подільський | 25  | інженерка-технологиня      | 9     |
| Марина Шмалько     | Київ                  | 33  | стилістка                  | 10    |
| Олександр Горчаков | Вінниця               | 35  | власник гастромайстерні    | 11    |
| Богдан Сиротенко   | Одеса                 | 27  | архітектор                 | 12    |
| Катерина Дем'янова | Київ                  | 27  | старша інспекторка поліції | 13    |
| Роман Петрушенко   | Київ                  | 35  | шахтар                     | 14    |
| Іван Козир         | Дніпро                | 33  | тренер з паверліфтингу     | 15    |
| Олексій Жидких     | Миколаїв              | 30  | вчитель історії            | 16    |
| Едуард Мішура      | Харків                | 28  | менеджер з продажу         | 17    |
| Алекса Антонова    | Київ                  | 25  | IT-спеціалістка            | 18    |
| Яна Корж           | Черкаси               | 23  | у декреті                  | 19    |
| Олексій Савчук     | Львів                 | 38  | приватний підприємець      | 20    |

↑ : Мірру Борисову дискваліфікували через порушення умов конкурсу.

### 11 сезон (2021 рiк)
| Учасник           | Рідне місто   | Вік | Місце роботи                   | Місце |
| ----------------- | ------------- | --- | ------------------------------ | ----- |
| Богдан Шинкарьов  | Харків        | 29  | професійний гравець у покер    | 1     |
| Владислав Кулєшов | Трипілля      | 24  | бармен                         | 2     |
| Світлана Ткаченко | Костянтинівка | 42  | вчителька                      | 3     |
| Євген Лобанов     | Київ          | 35  | топ-менеджер                   | 4     |
| Яна Лєскова       | Київ          | 30  | візажистка в кліпах та фільмах | 5     |
| Олександр Кривець | Київ          | 19  | студент                        | 6     |
| Серафим Дерега    | Біла Церква   | 23  | священик                       | 7     |
| Марина Файницька  | Кривий Ріг    | 40  | кулінарна блогерка             | 8     |
| Максим Самчук     | Миколаїв      | 24  | модель                         | 9     |
| Михайло Дмитрієв  | Ірпінь        | 35  | власник магазинів              | 10    |
| Дарина Євтух      | Богодарівка   | 23  | блогерка                       | 11    |
| Аліса Пяткова     | Васильків     | 25  | журналістка                    | 12    |
| Дмитро Діхтяр     | Київ          | 26  | танцюрист                      | 13    |
| Віталіна Мкртчян  | Київ          | 31  | кондитерка                     | 14    |
| Андрій Кадай2     | Львів         | 28  | поліцейський                   | 15*   |
| Тетяна Ільїна     | Красилів      | 23  | менеджерка інтернет-магазину   | 16    |
| Діана Куваєва     | Київ          | 25  | власниця доставки суші         | 17    |
| Амадор Лопес      | Київ          | 38  | хореограф балету               | 18    |
| Олена Дяченко     | Миколаїв      | 39  | кулінарна блогерка             | 19    |
| Тамара Мельникова | Харків        | 40  | займається антикваріатством    | 20    |
| Юрiй Чученко      | Київ          | 34  | бiзнесмен                      | 21    |

↑ : Андрій Кадай залишив проєкт за станом здоров'я.

### 12 сезон (2023 рiк)
| Учасник            | Рідне місто      | Вік | Місце роботи                    | Місце |
| ------------------ | ---------------- | --- | ------------------------------- | ----- |
| Валерія Матрохіна  | Харків           | 24  | викладачка танців та стретчінга | 1     |
| Ольга Рябенко      | Київ             | 38  | домогосподарка                  | 2     |
| Вікторія Науменко  | Вінниця          | 32  | випікає торти на замовлення     | 3-4   |
| Роман Нестерчук    | Буча             | 33  | -                               | 3-4   |
| Катерина Радченко  | Бердянськ        | 26  | тарологиня                      | 5     |
| Ілля Харламов      | Київ             | 40  | кулінарний блогер               | 6     |
| Руслан Батильчук   | Житомир          | 19  | власник кондитерської           | 7     |
| Микола Петровський | Львів            | 27  | офіціант                        | 8     |
| Ірина Давиденко    | Канів            | 23  | фотографка                      | 9     |
| Олександр Козярчук | Клесів           | 24  | тамада                          | 10    |
| Оксана Шевченко    | Харків           | 56  | підполковниця поліції           | 11    |
| Юлія Марковецька   | Рівне            | 38  | власниця чебуречної             | 12    |
| Мирослава Пекарюк  | Івано-Франківськ | -   | кулінарна блогерка              | 13    |
| Марина Швець       | Борщагівка       | 23  | безробітня                      | 14    |
| Іван Пєший         | Київ             | 34  | працює у винному закладі        | 15    |
| Дмитро Давиденко   | Сіетл            | 41  | бізнесмен                       | 16    |
| Артем Перескоков   | Київ             | 34  | власник кав’ярень               | 17    |
| Петро Федюшко      | Рівне            | 22  | аналітик                        | 18    |
| Ганна Скачко       | Одеса            | 41  | організаторка                   | 19    |
| Тетяна Штайнбрунн  | Віссамбур        | 41  | власниця ресторану              | 20    |

### 13 сезон (2024 рiк)
| Учасник             | Рідне місто   | Вік | Місце роботи                | Місце |
| ------------------- | ------------- | --- | --------------------------- | ----- |
| Аліна Бурик         | Вінниця       | 24  | юристка                     | 1     |
| Альона Московченко  | Одеса         | 34  | домогосподарка              | 2     |
| Ірина Пруднікова    | Вінниця       | 37  | власниця магазинів          | 3-4   |
| Владислав Кецмур    | Долина        | 22  | готує в армії               | 3-4   |
| Ольга Кролик        | Запоріжжя     | 29  | бізнесвумен                 | 5     |
| Любов Канівець      | Кириківка     | 24  | маркетологиня               | 6     |
| Катерина Мазуренко  | Київ          | 31  | продає товари для риболовлi | 7-8   |
| Артем Горбенко      | Лиман         | 23  | SMM-менеджер                | 7-8   |
| Дмитро Чикало       | Гребінки      | 29  | керуючий готелем            | 9-10  |
| Богдан Лупійчук     | Хмельницький  | 23  | програмiст                  | 9-10  |
| Олександр Вакка     | Ірпінь        | 36  | власник кав’ярень           | 11    |
| Віталій Наливайко   | Велика Глуша  | 28  | -                           | 12    |
| Галина Мартинюк     | Косів         | 61  | викладачка історії          | 13    |
| Маргаріта Крутько   | Хорол         | 20  | студентка                   | 14    |
| Геворг Берчян       | Ірпінь        | 32  | -                           | 15    |
| Андрій Малий        | Кропивницький | 19  | студент                     | 16    |
| Олеся Ларіон        | Київ          | 36  | автоінструкторка            | 17-18 |
| Антон Толмачов      | Київ          | 31  | волонтер                    | 17-18 |
| Тарас Кузьмин       | Червоноград   | 30  | працює в IT-компанiї        | 19    |
| Олександра Чувакіна | Ізмаїл        | 32  | нутриціологиня              | 20    |

### 14 сезон (2024 рік)
| Учасник              | Рідне місто   | Вік | Місце роботи                | Місце |
| -------------------- | ------------- | --- | --------------------------- | ----- |
| Наталя Нікішина      | Луганськ      | 23  | флористка                   | 1     |
| Анастасія Завадська  | Кременчук     | 24  | власниця гастробарів        | 2     |
| Аннет Вовк           | Берлін        | 22  | бізнесвумен                 | 3-4   |
| Крістіна Брзак       | Київ          | 26  | кулінарна блогерка          | 3-4   |
| Наталя Корольова     | Таллінн       | 45  | працює у кондитерської      | 5     |
| Дмитро Горбачов      | Горлівка      | 27  | пекар                       | 6     |
| Ірина Хандажевська   | Харків        | 41  | балерина                    | 7     |
| Владислав Степанов   | Кривий Ріг    | 28  | онлайн-продавець            | 8     |
| Іван Плєшко          | Одеса         | 27  | директор магазину           | 9     |
| Владислав Захаров    | Київ          | 57  | психолог                    | 10    |
| Ната Кришко          | Кропивницький | 30  | IT-спеціалістка             | 11    |
| Єлизавета Українець  | Кривий Ріг    | 26  | медсестра                   | 12    |
| Юлія Коляда          | Одеса         | 27  | відеографка                 | 13    |
| Наталі Лютюк         | Мелітополь    | 32  | перукарка-колористка        | 14-15 |
| Анастасія Шаповалова | Дніпро        | 29  | власниця юридичної компанії | 14-15 |
| Олександр Глазов     | Полтава       | 30  | підприємець                 | 16    |
| Данило Щербаков      | Запоріжжя     | 45  | волонтер                    | 17    |
| Богдан Стрижак       | Чернігів      | 22  | системний адміністратор     | 18    |
| Марія Петришин       | Козлів        | 22  | помічниця кухаря            | 19    |
| Ганна Буховська      | Новоукраїнка  | 27  | нутриціологиня              | 20-21 |
| Антон Бондар         | Київ          | 38  | адвокат                     | 20-21 |

### 15 сезон (2025 рік)
| Учасник               | Рідне місто | Вік | Місце роботи              | Місце   |
| --------------------- | ----------- | --- | ------------------------- | ------- |
| Ненсі Топко           | Київ        | 25  | модель                    | 1       |
| Денис Савенко         | Харків      | 21  | студент                   | 2       |
| Катерина Павлинська   | Полтава     | 34  | працівниця пивзаводу      | 3       |
| Катерина Козакевич    | Київ        | 36  | лашмейкерка               | 4       |
| Вікторія Луцкова      | Київ        | 27  | актриса                   | 5       |
| Олеся Бабій-Полєжаєва | Миколаїв    | 33  | майорка ДСНС              | 6       |
| Богдан Грабовський    | Київ        | 27  | тату-майстер              | 7       |
| Денис Шебеко          | Київ        | 24  | -                         | 8       |
| Олександр Лозко       | Київ        | 23  | бiзнес-коуч               | 9       |
| Анастасiя Байда       | Васильків   | 31  | юристка                   | 10      |
| Ганна Демченко        | Харків      | 36  | технічна директорка       | 11      |
| Валерій Гармаш        | Умань       | 49  | директор школи            | 12      |
| Оксана Пустовойт      | Львів       | 21  | лiнгвiстка                | 13      |
| Анастасія Жуга        | Харків      | 37  | -                         | 14      |
| Аліна Барвенко        | Київ        | 26  | тату-майстриня            | 15 - 16 |
| Ася Цалікова          | Дніпро      | 32  | бухгалтерка в IT-компанії | 15 - 16 |
| Діана Костюк          | Золочів     | 29  | власниця закладу доставки | 17      |
| Сергій Макитренко     | Київ        | 24  | -                         | 18      |
| Ганна Шалай           | Шостка      | 28  | HR-менеджерка             | 19      |
| Євген Комаров         | Запоріжжя   | 38  | бармен                    | 20      |
| Дамір Бікулов         | Запоріжжя   | 50  | адмiнiстратор             | 21      |

## МайстерШеф. Діти
| Сезон | Період трансляції              | Переможець            | Фіналіст(и)                               | Учасники | Судді               | Судді               | Судді            | Кількість учасників |
| Сезон | Період трансляції              | Переможець            | Фіналіст(и)                               | Учасники | 1                   | 2                   | 3                | Кількість учасників |
| ----- | ------------------------------ | --------------------- | ----------------------------------------- | --- | ------------------- | ------------------- | ---------------- | ------------------- |
| 1     | 3 лютого - 22 червня 2016 року | Антон Булдаков-Алюшин | Володимир Мотричук, Олександр Діяманштейн | Катерина Сливінська, Данило Ківа, Владислава Христенко, Софія Дідкова, Анастасія Ворона, Вікторія Сулима, Олександр Козир, Катерина Дашевська, Ніколь Ронкі, Микита Летінський, Володимир Морозюк, Іван Тамашев, Катерина Ільяшик, Іван Задворний, Микита Мілевський-Чіркашвілі, Ісаак Величко, Денис Семотюк.  | Ектор Хіменес-Браво | Тетяна Литвинова    | Микола Тищенко   | 20                  |
| 2     | 31 січня - 31 травня 2017 року | Марина Литвиненко     | Вікторія Підлепенська, Марія Сирота       | Давид Митько, Ілля Васютинський, Дарія Марфіна, Денис Таран, Ксенія Слобідська, Софія Шідлік, Ілана Рєзнік, Максим Ганага, Дарина Гудим, Євангеліна Філіпенко, Катерина Журавльова, Дарія Луценко, Володимир Гойчук, Олександра Чумак, Іван Вишневецкий, Денис Шаповал, Євангеліна Брайловська, Максим Черевко. | Дмитро Горовенко    | Ектор Хіменес-Браво | Тетяна Литвинова | 21                  |

### 1 сезон (2016 рік)
| Учасник               | Вік | Захоплення                 | Місце |
| --------------------- | --- | -------------------------- | ----- |
| Антон Булдаков        | 13  | кулінарія                  | 1     |
| Володимир Мотричук    | 11  | мандрівник                 | 2     |
| Олександр Діяманштейн | 10  | кулінарія                  | 3     |
| Катерина Сливінська   | 10  | кулінарія                  | 4     |
| Данило Ківа           | 10  | походи                     | 5     |
| Владислава Христенко  | 11  | кулінарія                  | 6     |
| Софія Дідкова         | 13  | модель                     | 7-8   |
| Анастасія Ворона      | 10  | кулінарія                  | 7-8   |
| Вікторія Сулима       | 11  | коли з'являється щось нове | 9     |
| Олександр Козир       | 10  | кулінарія                  | 10    |
| Катерина Дашевська    | 13  | колекціонує кактуси        | 11    |
| Ніколь Ронкі          | 12  | кулінарія                  | 12    |
| Микита Летінський     | 12  | футбол                     | 13    |
| Володимир Морозюк     | 12  | кулінарія                  | 14    |
| Іван Тамашев          | 10  | малювання                  | 15    |
| Катерина Ільяшик      | 12  | кулінарія                  | 16    |
| Іван Задворний        | 12  | займається карате          | 17-18 |
| Микита Мілевський     | 12  | кулінарія                  | 17-18 |
| Ісаак Величко         | 10  | бригадир                   | 19-20 |
| Денис Семотюк         | 8   | кулінарія                  | 19-20 |

### 2 сезон (2017 рік)
| Учасник                | Вік | Захоплення          | Місце |
| ---------------------- | --- | ------------------- | ----- |
| Марина Литвиненко      | 13  | карате              | 1     |
| Вікторія Підлепенська  | 11  | робота в місті      | 2     |
| Марія Сирота           | 13  | меломанка           | 3     |
| Давид Митько           | 12  | романтик            | 4     |
| Ілля Васютинський      | 10  | бокс та плавання    | 5     |
| Дарія Марфіна          | 13  | полюбляє солодощі   | 6     |
| Денис Таран            | 12  | кондитер            | 7     |
| Ксенія Слободська      | 12  | подорожі            | 8     |
| Софія Шидлик           | 13  | хімія               | 9     |
| Ілана Резник           | 10  | дзюдо               | 10    |
| Максим Ганага          | 9   | -                   | 11    |
| Дарія Гудим            | 13  | відмінниця          | 12-13 |
| Євангеліна Філіпенко   | 10  | кондитерка          | 12-13 |
| Дарія Луценко          | 13  | лідерка             | 14-15 |
| Катерина Журавльова    | 11  | стати рестораторкою | 14-15 |
| Володимир Гойчук       | 10  | відмінник           | 16    |
| Олександра Чумак       | 13  | участь в олімпіадах | 17-18 |
| Іван Вишневецький      | 9   | лижник              | 17-18 |
| Денис Шаповал          | 9   | мультики            | 19    |
| Євангеліна Брайловська | 10  | модель              | 20-21 |
| Максим Черевко         | 13  | гра на гітарі       | 20-21 |

## МайстерШеф. Підлітки
| Сезон | Період трансляції              | Переможець           | Фіналіст(и)                          | Учасники | Судді            | Судді               | Судді            | Кількість учасників |
| Сезон | Період трансляції              | Переможець           | Фіналіст(и)                          | Учасники | 1                | 2                   | 3                | Кількість учасників |
| ----- | ------------------------------ | -------------------- | ------------------------------------ | --- | ---------------- | ------------------- | ---------------- | ------------------- |
| 1     | 31 січня - 30 травня 2018 року | Анастасія Кобиляцька | Кароліна Залевська, Тетяна Куриленко | Юрій Турчин, Олександр Лукомський, Олег Пархоменко, Ярослав Вархоляк, Артур Маляренко, Олександр Шульга, Марк Левинський, Мирослава Стандартюк, Наталія Макогон, Євгенія Антощук, Марія Яківчук, Ліза Дідковська, Ярослав Гринчук, Геворг Галстян, Ігор Фоменко, Антон Квасов, Даша Сергєєва. | Дмитро Горовенко | Ектор Хіменес-Браво | Тетяна Литвинова | 20                  |

### 1 сезон (2018 рік)
| Учасник              | Рідне місто | Вік | Улюблена страва                   | Місце |
| -------------------- | ----------- | --- | --------------------------------- | ----- |
| Анастасія Кобиляцька | Харків      | 17  | Київський торт                    | 1     |
| Кароліна Залевська   | Житомир     | 16  | Авторський торт                   | 2     |
| Тетяна Куриленко     | Чернігів    | 16  | десерт «Анна Павлова»             | 3     |
| Юрій Турчин          | Жовтанці    | 16  | Буябес                            | 4     |
| Олександр Лукомський | Полтава     | 14  | Шашлик                            | 5     |
| Олег Пархоменко      | Одеса       | 14  | Бісквіт                           | 6     |
| Ярослав Вархоляк     | Теребовля   | 14  | Тірамісу                          | 7     |
| Артур Маляренко      | Львів       | 15  | Свиняча вирізка у вишневому соусі | 8     |
| Олександр Шульга     | Одеса       | 17  | Тушкована капуста                 | 9     |
| Марк Левинський      | Київ        | 17  | Лазанья                           | 10    |
| Мирослава Стандартюк | Гриців      | 15  | Равіолі                           | 11    |
| Наталія Макогон      | Краматорськ | 17  | Крокенбуш                         | 12    |
| Євгенія Антощук      | Одеса       | 13  | Яблучний струдель                 | 13    |
| Марія Яківчук        | Горошова    | 17  | Борщ                              | 14    |
| Ліза Дідковська      | Херсон      | 16  | Капкейки                          | 15    |
| Ярослав Гринчук      | Кривий Ріг  | 16  | Американський стейк               | 16    |
| Геворг Галстян       | Городище    | 17  | Супи                              | 17    |
| Ігор Фоменко         | Лисичанськ  | 15  | Канале                            | 18    |
| Антон Квасов         | Кононівка   | 17  | Шоколадний фондан                 | 19    |
| Даша Сергєєва        | Одеса       | 13  | Шоколадний фондан                 | 20    |

## МайстерШеф. Професіонали
| Сезон | Період трансляції               | Переможець        | Фіналіст(и)                      | Учасники | Судді               | Судді              | Судді                  | Кількість учасників |
| Сезон | Період трансляції               | Переможець        | Фіналіст(и)                      | Учасники | 1                   | 2                  | 3                      | Кількість учасників |
| ----- | ------------------------------- | ----------------- | -------------------------------- | --- | ------------------- | ------------------ | ---------------------- | ------------------- |
| 1     | 2 березня - 1 червня 2019 року  | Павло Серветник   | Юлія Прохода, Юрій Негрич        | Катерина Пєскова, Алік Мкртчян, Олександр Абрамов, Павло Ключник, Констянтин Лайпаков, Дмитро Касап, Катерина Яблонська, Дмитро Шевченко, Юлія Ангелова, Надія Борис, Артем Кінаш, Олександр Маслов. | Ектор Хіменес-Браво | Єлизавета Глінська | Володимир Ярославський | 15                  |
| 2     | 29 лютого — 18 липня 2020 року  | Євген Грибеник    | Едуард Канарян, Олександр Цвігун | Давід Даніелян, Владислав Єрмаков, Юлія Жигуліна, Віктор Самардак, Єфим Кравченко, Микита Алімов, Максим Висоцький, Владислав Міцкевич, Анастасія Кобиляцька, Анатолій Цуперяк, Володимир Чахмахчян, Юрій Побережник, Світлана Берк, Валентин Брайчук, Яна Гамарник, Олександра Касьянова, Микола Карпюк. | Ектор Хіменес-Браво | Ольга Мартиновська | Володимир Ярославський | 20                  |
| 3     | 6 лютого — 5 червня 2021 року   | Елеонора Баранова | Микола Люлько, Віктор Шайдецький | Лілія Стоянова, Владислав Цимбалюк, Стелла Клименко, Микола Мигаль, Леонід Малюга, Віталій Нужний, Лідія Корнієнко, Руслан Яковлєв, Ігор Міщенко, Неля Бадамшина, Микола Овчаренко, Владислав Давиденко, Ігор Андріяш, Радік Конечні, Дмитро Кузнєцов, Марина Собко, Володимир Чех.                       | Ектор Хіменес-Браво | Ольга Мартиновська | Володимир Ярославський | 20                  |
| 4     | 11 лютого — 17 червня 2023 року | Артем Кабулахін   | Антон Гільчук, Іван Іванчук      | Олександр Гриценко, Олексій Шуляченко, Едуард Лазаренко, Регіна Білоткач, Віктор Волошин, Анастасія Шевченко, Антон Богданов, Данко Матійчук, Іван Козир, Поліна Клименко, Олександр Дімітров, Вікторія Сопіна, Вікторія Рябова, Олександр Габак, Юрій Крижановський, Василь Томищ, Марта Опанащук.       | Ектор Хіменес-Браво | Ольга Мартиновська | Володимир Ярославський | 20                  |

### 1 сезон (2019 рік)
| Учасник            | Рідне місто      | Вік | Робота                       | Місце |
| ------------------ | ---------------- | --- | ---------------------------- | ----- |
| Павло Серветник    | Комишани         | 24  | шеф-кухар                    | 1     |
| Юлія Прохода       | Київ             | 30  | шеф-кухарка                  | 2     |
| Юрій Негрич        | Чернівці         | 21  | кухар                        | 3     |
| Катерина Пєскова   | Одеса            | 27  | власниця кондитерської       | 4-6   |
| Алік Мкртчян       | Київ             | 34  | шеф-м'ясник                  | 4-6   |
| Олександр Абрамов  | Київ             | 41  | шеф-кухар                    | 4-6   |
| Павло Ключник      | Київ             | 33  | шеф-кухар                    | 7     |
| Костянтин Лайпаков | Одеса            | 34  | шеф-м'ясник                  | 8     |
| Дмитро Касап       | Одеса            | 24  | кухар                        | 9     |
| Катерина Яблонська | Одеса            | 32  | власниця кондитерської       | 10    |
| Дмитро Шевченко    | Виноградове      | 26  | кухар                        | 11    |
| Юлія Ангелова      | Одеса            | 32  | власниця ресторану           | 12    |
| Надія Борис        | Івано-Франківськ | 43  | кухарка в духовній семінарії | 13    |
| Артем Кінаш        | Харків           | 18  | кондитер                     | 14    |
| Олександр Маслов   | Київ             | 26  | шеф-кухар                    | 15    |

### 2 сезон (2020 рік)
| Учасник              | Рідне місто      | Вік | Робота                              | Місце |
| -------------------- | ---------------- | --- | ----------------------------------- | ----- |
| Євген Грибеник       | Київ             | 37  | шеф-кухар                           | 1     |
| Едуард Канарян       | Київ             | 29  | шеф-кухар                           | 2     |
| Олександр Цвігун     | Київ             | 21  | шеф-кухар                           | 3     |
| Давід Даніелян       | Єреван           | 29  | шеф-кухар                           | 4     |
| Владислав Єрмаков    | Харків           | 32  | шеф-кухар                           | 5     |
| Юлія Жигуліна        | Боярка           | 28  | власниця кейтерингової компанії     | 6     |
| Віктор Самардак      | Кривий Ріг       | 31  | су-шеф                              | 7     |
| Єфим Кравченко       | Лук'янівка       | 19  | шеф-кондитер                        | 8     |
| Микита Алімов        | Київ             | 27  | кухар                               | 9     |
| Максим Висоцький     | Харків           | 27  | кухар                               | 10    |
| Владислав Міцкевич   | Київ             | 24  | бренд-шеф                           | 11    |
| Анастасія Кобиляцька | Харків           | 19  | викладачка кондитерського мистецтва | 12    |
| Анатолій Цуперяк     | Нересниця        | 29  | юрист                               | 13    |
| Володимир Чахмахчян  | Одеса            | 31  | шеф-кухар                           | 14    |
| Юрій Побережник      | Львів            | 20  | піцейоло                            | 15    |
| Світлана Берк        | Київ             | 45  | рестораторка                        | 16    |
| Валентин Брайчук     | Київ             | 20  | су-шеф                              | 17    |
| Яна Гамарник         | Богуслав         | 31  | викладачка кулінарії                | 18-20 |
| Олександра Касьянова | Харків           | 23  | професійна кухарка                  | 18-20 |
| Микола Карпюк        | Івано-Франківськ | 19  | су-шеф                              | 18-20 |

### 3 сезон (2021 рік)
| Учасник             | Рідне місто      | Вік | Робота                          | Місце |
| ------------------- | ---------------- | --- | ------------------------------- | ----- |
| Елеонора Баранова   | Київ             | 26  | шеф-кухарка                     | 1     |
| Микола Люлько       | Київ             | 30  | шеф-кухар                       | 2     |
| Віктор Шайдецький   | Київ             | 21  | шеф-кухар                       | 3     |
| Лілія Стоянова      | Одеса            | 33  | шеф-кухарка                     | 4     |
| Владислав Цимбалюк  | Київ             | 32  | професійний кухар               | 5     |
| Стелла Клименко †   | Київ             | 29  | шеф-кухарка                     | 6*    |
| Микола Мигаль       | Івано-Франківськ | 26  | шеф-кухар                       | 7     |
| Леонід Малюга       | Скадовськ        | 36  | шеф-кухар                       | 8     |
| Віталій Нужний      | Харків           | 27  | викладач кулінарії              | 9     |
| Лідія Корнієнко     | Одеса            | 41  | шеф-кухарка                     | 10    |
| Руслан Яковлєв      | Мадрид           | 26  | професійний кухар               | 11    |
| Ігор Міщенко        | Мукачево         | 33  | шеф-кухар                       | 12    |
| Неля Бадамшина      | Кропивницький    | 30  | шеф-кухарка                     | 13    |
| Микола Овчаренко    | Київ             | 22  | су-шеф                          | 14    |
| Владислав Давиденко | Київ             | 25  | су-шеф                          | 15    |
| Ігор Андріяш        | Дніпро           | 49  | шоколатьє                       | 16    |
| Радик Конечни       | Харків           | 49  | шеф-кухар, бренд-шеф            | 17    |
| Дмитро Кузнєцов     | Одеса            | 30  | шеф-кухар                       | 18    |
| Марина Собко        | Умань            | 25  | шеф-кондитерка                  | 19    |
| Володимир Чех       | Луцьк            | 34  | Приватний підприємець, піцейоло | 20    |

↑ : Стелла Клименко залишила проєкт за станом здоров'я.

### 4 сезон (2023 рік)
| Учасник            | Рідне місто  | Вік | Робота                       | Місце |
| ------------------ | ------------ | --- | ---------------------------- | ----- |
| Артем Кабулахін    | Київ         | 25  | шеф-кухар                    | 1     |
| Антон Гільчук      | Кам'янське   | 19  | шеф                          | 2     |
| Іван Іванчук       | Чернівці     | 34  | шеф                          | 3     |
| Олександр Гриценко | Київ         | 28  | шеф-кухар                    | 4     |
| Олексій Шуляченко  | Харків       | 28  | кулінарний блогер            | 5     |
| Едуард Лазаренко   | Хмельницький | 30  | шеф                          | 6     |
| Регіна Білоткач    | Обухів       | 38  | рестораторка                 | 7     |
| Віктор Волошин     | Калуш        | 29  | шеф-кухар                    | 8     |
| Анастасія Шевченко | Миколаїв     | 25  | шеф-кондитерка               | 9     |
| Антон Богданов     | Київ         | 30  | розробник стріт-фуд доставки | 10    |
| Данко Матійчук     | Львів        | 33  | шеф-сировар                  | 11    |
| Іван Козир         | Дніпро       | 36  | су-шеф                       | 12    |
| Поліна Клименко    | Харків       | 21  | кухарка-універсал            | 13    |
| Олександр Дімітров | Львів        | 28  | автор атмосферних страв      | 14    |
| Вiкторiя Сопіна    | Одеса        | 32  | кондитерка                   | 15    |
| Вікторія Рябова    | Вінниця      | 29  | шеф-кондитерка               | 16    |
| Олександр Габак    | Ужгород      | 25  | шеф-кухар                    | 17    |
| Юрій Крижановський | Одеса        | 28  | кухар доставки їжі           | 18    |
| Василь Томищ       | Ужгород      | 22  | художник-кондитер            | 19    |
| Марта Опанащук     | Житомир      | 18  | студентка-технологиня        | 20    |

## МайстерШеф. CELEBRITY
| Випуск | Період трансляції | Переможці                                                                                       | Програвші                                              | Судді               | Судді           | Кількість учасників |
| ------ | ----------------- | ----------------------------------------------------------------------------------------------- | ------------------------------------------------------ | ------------------- | --------------- | ------------------- |
| 1      | 12 червня 2021    | Оля Полякова, Tayanna, Аліна Гросу                                                              | Дар'я Астаф'єва, Надія Мейхер, Оля Цибульська          | Ектор Хіменес-Браво | Дмитро Танкович | 6                   |
| 2      | 12 червня 2021    | Алік Мкртчян, Костянтин Лайпаков, Владислав Цимбалюк                                            | Катерина Пєскова, Катерина Яблонська, Єфим Кравченко   | Ектор Хіменес-Браво | Дмитро Танкович | 6                   |
| 3      | 19 червня 2021    | Олексій Тригубенко, Андрій Рибак, Ілля Рибальченко                                              | Юлія Бельниченко, Джессіка Чегі, Дана Оханська         | Ектор Хіменес-Браво | Дмитро Танкович | 6                   |
| 4      | 26 червня 2021    | Олена Шоптенко, Ірина Федишин, Світлана Вольнова                                                | Надія Матвєєва, Мішель Андраде, Олександра Зарицька    | Ектор Хіменес-Браво | Дмитро Танкович | 6                   |
| 5      | 3 липня 2021      | Юрій Ткач, Павло Костіцин, Павло Вишняков                                                       | Віталій Козловський, Олексій Суровцев, Володимир Жогло | Ектор Хіменес-Браво | Дмитро Танкович | 6                   |
| 6      | 10 липня 2021     | Арсен Мірзоян, Віталій Борисюк, Сергій Бабкін                                                   | Антоніна Матвієнко, Ольга Сумська, Сніжана Бабкіна     | Ектор Хіменес-Браво | Дмитро Танкович | 6                   |
| 7      | 17 липня 2021     | Євген Кот, Дмитро Дікусар, Андрій Дикий                                                         | Яна Заєць, Юлія Сахневич, Христина Шишпор              | Ектор Хіменес-Браво | Дмитро Танкович | 6                   |
| 8      | 24 липня 2021     | Павло Зібров, Наталія Могилевська, Олег Скрипка                                                 | Дмитро Каднай, Jerry Heil, Ivan Navi                   | Ектор Хіменес-Браво | Дмитро Танкович | 6                   |
| 9      | 31 липня 2021     | Ілона Гвоздьова, Монро, Амадор Лопес                                                            | Дмитро Коляденко, Джамала , Олег Кензов                | Ектор Хіменес-Браво | Дмитро Танкович | 6                   |
| 10     | 7 серпня 2021     | MamaRika, Alyosha, Катерина Тишкевич                                                            | Сергій Середа, Тарас Тополя, Валентин Томусяк          | Ектор Хіменес-Браво | Дмитро Танкович | 6                   |
| 11     | 14 серпня 2021    | Іраклі Макацарія, Дар'я Трегубова, Олександр Педан, Слава Камінська, Ганна Різатдінова, DJ Nana | —                                                      | Ектор Хіменес-Браво | Дмитро Танкович | 6                   |
| 12     | 21 серпня 2021    | Олександр Еллєрт, Григорій Решетнік, Владислав Яма                                              | Ксенія Мішина, Христина Решетнік, Ліліана Яма          | Ектор Хіменес-Браво | Дмитро Танкович | 6                   |

### 1 випуск
На початку випуску 6 зірок поділили на команди брюнеток та блондинок. З рахунком 5:1 перемогла команда блондинок.
| Бiлявки      | Брюнетки        |
| ------------ | --------------- |
| Оля Полякова | Дар'я Астаф'єва |
| Tayanna      | Надія Мейхер    |
| Аліна Гросу  | Оля Цибульська  |

### 2 випуск
На початку випуску 6 учасників «МастерШеф.Професіонали» поділили на команди м'ясників та кондитерів. З рахунком 6:0 перемогли м'ясники.
| М'ясники           | Кондитери          |
| ------------------ | ------------------ |
| Алік Мкртчан       | Катерина Пєскова   |
| Костянтин Лайпаков | Катерина Яблонська |
| Владислав Цимбалюк | Єфим Кравченко     |

### 3 випуск
На початку випуску 6 учасників з проєктів «Холостяк» та «Холостячка» поділили на команди холостячок та холостяків. З рахунком 5:1 перемогла команда холостяків.
| Холостяки          | Холостячки       |
| ------------------ | ---------------- |
| Олексій Тригубенко | Юлія Бельниченко |
| Андрій Рибак       | Джессіка Чегі    |
| Ілля Рибальченко   | Дана Оханська    |

### 4 випуск
На початку випуску 6 зірок поділили на команди блондинок та брюнеток. З рахунком 4:2 перемогли блондинки.
| Блондинки         | Брюнетки            |
| ----------------- | ------------------- |
| Олена Шоптенко    | Надія Матвєєва      |
| Ірина Федишин     | Мішель Андраде      |
| Світлана Вольнова | Олександра Зарицька |

### 5 випуск
На початку випуску 6 зірок поділили на команди бородачів та лисих. З рахунком 5:1 перемогла команда лисих.
| Лисие          | Бородачи            |
| -------------- | ------------------- |
| Юрій Ткач      | Віталій Козловський |
| Павло Костіцин | Олексій Суровцев    |
| Павло Вишняков | Володимир Жогло     |

### 6 випуск
На початку випуску 6 зірок поділили на команди дружин та чоловіків. З рахунком 5:1 перемогли чоловіки.
| Чоловiки        | Дружини            |
| --------------- | ------------------ |
| Арсен Мірзоян   | Антоніна Матвієнко |
| Віталій Борисюк | Ольга Сумська      |
| Сергій Бабкін   | Сніжана Бабкіна    |

### 7 випуск
На початку випуску 6 учасників з проєктів «Танці з зірками» й «Танцюють всі» поділили на команди танцівниць та танцівників. З рахунком 4:2 перемогла команда танцівників.
| Танцiвники     | Танцiвници      |
| -------------- | --------------- |
| Євген Кот      | Яна Заєць       |
| Дмитро Дікусар | Юлія Сахневич   |
| Андрій Дикий   | Христина Шишпор |

### 8 випуск
На початку випуску 6 зірок поділили на стару школу та нову школу. З рахунком 4:2 перемогла стара школа.
| Стара школа         | Нова школа    |
| ------------------- | ------------- |
| Павло Зібров        | Дмитро Каднай |
| Наталія Могилевська | Jerry Heil    |
| Олег Скрипка        | Ivan Navi     |

### 9 випуск
На початку випуску 6 зірок поділили на команди собачників та кошатників. З рахунком 5:1 перемогла команда кошатників.
| Кошатники       | Собачники        |
| --------------- | ---------------- |
| Ілона Гвоздьова | Дмитро Коляденко |
| Монро           | Джамала          |
| Амадор Лопес    | Олег Кензов      |

### 10 випуск
На початку випуску 6 зірок поділили на команди дружин та чоловіків. З рахунком 5:1 перемогли дружини.
| Дружини           | Чоловiки         |
| ----------------- | ---------------- |
| MamaRika          | Сергій Середа    |
| Alyosha           | Тарас Тополя     |
| Катерина Тишкевич | Валентин Томусяк |

### 11 випуск
На початку випуску 6 зірок поділили на команди Овнів та Раків. З рахунком 3:3 ничія.
| Овни             | Раки              |
| ---------------- | ----------------- |
| Іраклі Макацарія | Слава Камінська   |
| Дар'я Трегубова  | Ганна Різатдінова |
| Олександр Педан  | DJ Nana           |

### 12 випуск
На початку випуску 6 зірок поділили на команди дружин та чоловіків. З рахунком 5:1 перемогла команда чоловіків.
| Чоловiки          | Дружини           |
| ----------------- | ----------------- |
| Олександр Еллєрт  | Ксенія Мішина     |
| Григорій Решетнік | Христина Решетнік |
| Владислав Яма     | Ліліана Яма       |

## Битва сезонів
| Період трансляції              | Переможець       | Фіналіст(и)                           | Учасники | Судді                  | Судді               | Судді              | Кількість учасників |
| Період трансляції              | Переможець       | Фіналіст(и)                           | Учасники | 1                      | 2                   | 3                  | Кількість учасників |
| ------------------------------ | ---------------- | ------------------------------------- | --- | ---------------------- | ------------------- | ------------------ | ------------------- |
| 22 січня — 24 грудня 2022 року | Олександр Цвігун | Олександр Білодід, Владислав Міцкевич | Вадим Бжезинський, Катерина Велика, Павло Серветник, Владислав Цимбалюк, Ірина Раковчен, Олександр Кривець, Яна Балог, Наталя Петрик, Анжела Липська, Андрій Колесник, Дмитро Баліта, Олег Ковальчук, Віктор Перехрест, Анастасія Кобиляцька, Дмитро Шевченко, Серафим Дерега, Руслан Лучков. | Володимир Ярославський | Ектор Хіменес-Браво | Ольга Мартиновська | 20                  |

### 1 сезон (2022 рік)
| Учасник              | Рідне місто | Сезон                                          | Місце |
| -------------------- | ----------- | ---------------------------------------------- | ----- |
| Олександр Цвігун     | Ірпінь      | «МастерШеф. Професіонали-2», суперфіналіст     | 1     |
| Олександр Білодід    | Харків      | «МастерШеф-2», фіналіст                        | 2     |
| Владислав Міцкевич   | Київ        | «МастерШеф-8», фіналіст                        | 3     |
| Вадим Бжезинський    | Кам'янське  | «МастерШеф-7», переможець                      | 4     |
| Катерина Велика      | Київ        | «МастерШеф-5», суперфіналістка                 | 5-6   |
| Павло Серветник      | Комишани    | «МастерШеф. Професіонали», переможець          | 5-6   |
| Владислав Цимбалюк   | Київ        | «МастерШеф. Професіонали-3», фіналіст          | 7     |
| Ірина Раковчен       | Київ        | «МастерШеф-10», фіналістка                     | 8     |
| Олександр Кривець    | Київ        | «МастерШеф-11», фіналіст                       | 9     |
| Яна Балог            | Мукачево    | «МастерШеф-10», переможниця                    | 10    |
| Наталя Петрик        | Львів       | «МастерШеф-6», фіналістка                      | 11    |
| Анжела Липська       | Одеса       | «МастерШеф-8», суперфіналістка                 | 12    |
| Андрій Колісник      | Харків      | «МастерШеф-3», учасник                         | 13    |
| Дмитро Балита        | Львів       | «МастерШеф-10», фіналіст                       | 14    |
| Олег Ковальчук       | Коростишів  | «МастерШеф-6», фіналіст                        | 15-16 |
| Віктор Перехрест     | Київ        | «МастерШеф-4», фіналіст                        | 15-16 |
| Анастасія Кобиляцька | Харків      | «МастерШеф. Кулінарний випускний», переможниця | 17    |
| Дмитро Шевченко      | Виноградове | «МастерШеф. Професіонали», учасник             | 18    |
| Серафим Дерега       | Біла Церква | «МастерШеф-11», фіналіст                       | 19    |
| Руслан Лучков        | Херсон      | «МастерШеф-9», суперфіналіст                   | 20    |